# Belcher Camp
Belcher Camp az Amerikai Egyesült Államok északnyugati részén, Washington állam Ferry megyéjében elhelyezkedő kísértetváros.
A települést akkor alapították, amikor vasércet találtak a térségben; a kitermelést a Belcher Mountain Mining Company kezdte meg. A népesség 1906-ban 75 fő volt; Belcher Campben ekkor egy posta, a bányászokat elszállásoló tömbház, egy bolt, 5–6 más lakóház és egy vasúti megállóhely volt; a bányavállalatnak saját vasútvonala volt. A kitermelés megszűnésével a helység elnéptelenedett.

## Fordítás
Ez a szócikk részben vagy egészben  a   Belcher Camp, Washington című angol Wikipédia-szócikk ezen változatának fordításán alapul.  Az eredeti cikk szerkesztőit annak laptörténete sorolja fel. Ez a jelzés csupán a megfogalmazás eredetét és a szerzői jogokat jelzi, nem szolgál a cikkben szereplő információk forrásmegjelöléseként.